# Corda (ginástica)
A corda é um dos aparelhos usados na ginástica rítmica.
Ela pode ser feita de cânhamo ou qualquer material sintético, desde que seja leve e flexível. Seu tamanho é proporcional à altura da ginasta. Esse aparelho possui também nós nas extremidades, não podendo apresentar empunhaduras de madeira. As extremidades da corda podem ser recobertas com material aderente. O aparelho pode ser uniforme ou ser gradualmente mais espesso na parte central.
Os elementos podem ser realizados com a corda aberta ou dobrada, presa em uma ou nas duas mãos, em direções diferentes, sobre diferentes planos, com ou sem deslocamento, com apoio sobre um ou os dois pés ou sobre uma outra parte do corpo.
As ginastas devem lançar e recuperar a corda executando saltos, giros, ondulações e equilíbrio. Os principais elementos corporais da corda são os saltos.